# گل کاردینال (رکشتیاینریا)
گل کاردینال (رکشتیاینریا) (نام علمی: Sinningia) نام یک سرده از خانواده جسنریان است.